# ラッキー植松
ラッキー 植松（ - うえまつ、本名、植松 雅也、1959年 - ）は、日本の漫画家。イラストレーター。大阪府・大阪市出身。大阪芸術大学映像計画学科卒業。日本漫画家協会会員。銭湯文化サポーター's代表。
1986年、「週刊少年マガジン」（講談社）に掲載された『カレーなる挑戦者』でデビュー。その後は新聞や広告、マニュアルなどに漫画を執筆。毎日新聞のコマーシャルキャラクター「レゲエくん」のデザインを行った。
「似らすとれーしょん」と名付けた似顔絵漫画や切り絵イラストレーションなどで個展も開催しているほか、アートカレッジ神戸・大阪アニメーション専門学校のストーリーまんが講師を務める。
趣味は銭湯巡り・プロレス鑑賞・仏教ファン。特に銭湯への愛は熱く、巡った店のブログでの紹介（1046軒：2024年11月13日現在）や銭湯で個展を開催するなど銭湯文化を支える活動も行っている。

## 作品リスト
- カレーなる挑戦者（1986年、週刊少年マガジン掲載）
- ちょっとタンマ（1997年 - 、「ECHO」（バイエル製薬の発行する血友病患者向け情報雑誌）連載）
- 休刊チラシ（毎日新聞が新聞休刊日の前日に配達する休刊日のお知らせにイラストを執筆している）
- レゲエくん（毎日新聞が月に1回折り込む「毎日・住まいの新聞」に連載）

## テレビ・ラジオ出演
- ごきげんライフスタイル よ〜いドン! （関西テレビ）2013年9月24日